# Josip Šantić
Josip Šantić (Postira, 25. ožujka 1946. − 8. srpnja 2014.), generalni vikar Vojnoga ordinarijata u Republici Hrvatskoj. Umirovljen je u činu brigadnog generala.
Moto mu je bio: "Približiti Isusa Krista hrvatskom vojniku, hrvatskom časniku i hrvatskom policajcu."

## Životopis
Rodio se je u Postirima 1946. godine. Bio je deveto od desetoro djece. U Zadru je završio sjemenišnu gimnaziju 1964. godine. Bogoslovlje je studirao u Splitu. Zaredio se je u Komiži za svećenika 29. lipnja 1970. godine. Prvo mjesto službovanja bila su mu rodna Postira gdje je bio kapelan župniku don Anti Marušiću. Osim Postira opsluživao je i susjednu malu župu, župu Splitsku. 1971. godine imenovan je za župnika na Hvaru. Župnikovao je u Vrisniku i Pitvama, a u Jelsi bio je katehetom srednjoškolaca.
Od 1977. obnaša dužnost rektora Središnjeg bogoslovnog sjemeništa u Splitu punih pet godina. Na molbu hvarskog biskupa vratio se je na Hvar. Nakon smrti don Jurja Belića, dugogodišnjeg omiljenog župnika u Hvaru, Šantić je imenovan za generalnog vikara Hvarske biskupije i katedralnim župnikom. Dužnost je nastavio obnašati i nakon što je došao drugi svećenik za biskupa. Ukupno je 15 godina bio katehet otoka i grada Hvara. Djelovao je u pastoralu obitelji i mladeži. Pridonio je da se obnove nekretnine poput hvarske katedrale, bogoslovije u Splitu, župnih crkava u Vrisniku i Pitvama. 
Za vrijeme Domovinskog rata angažirao se kao dragovoljac bez oružja. Svećenički je bio na svim bojišnicama po Velebitu, zadarskom Novigradu ali i na rtu Pelegrinu (Hvar).
1997. osnovana je Vojna biskupija u RH. Nakon polugodišnjeg razmišljanja, udovoljio je pozivu biskupa Jurja Jezerinca i postao generalni vikar. Dužnost je obnašao 13 godina. Papa ga je imenovao osobnim prelatom Njegove Svetosti.
2001. osnovao je klapu HRM Sveti Juraj.
Umro je 8. srpnja, a pokopan 11. srpnja u rodnim Postirima, rodnoj župi sv. Ivana Krstitelja.

## Nagrade i priznanja
- papin osobni prelat
- odlikovanje Lurdskog svetišta počasni kapelan s pravom nošenja prsnog križa; smatra se da je vjerojatno jedini Hrvat koji je do danas dobio to odličje
- začasni kanonik Hvarskog kaptola
- počasni član Zrinske garde iz Čakovca
- počasni član Hrvatskog antropološkog društva
- odličje sa zlatnim zmajem Braće Hrvatskoga zmaja
- odličje Županije splitsko-dalmatinske
- odličje Grada Hvara
- 2011.: Red kneza Branimira s ogrlicom za osobite zasluge stečenee promicanjeme međunarodnoga položaja i ugleda Republike Hrvatske